# Coatzetzengo
Coatzetzengo är en ort i Mexiko.   Den ligger i kommunen Cuautepec de Hinojosa och delstaten Hidalgo, i den sydöstra delen av landet, 100 km nordost om huvudstaden Mexico City. Coatzetzengo ligger 2 659 meter över havet och antalet invånare är 327.
Terrängen runt Coatzetzengo är kuperad åt nordväst, men åt sydost är den platt. Terrängen runt Coatzetzengo sluttar österut. Runt Coatzetzengo är det ganska tätbefolkat, med 108 invånare per kvadratkilometer. Närmaste större samhälle är Tulancingo, 17,1 km norr om Coatzetzengo. Trakten runt Coatzetzengo består till största delen av jordbruksmark.